# Nascente (hidrografia)

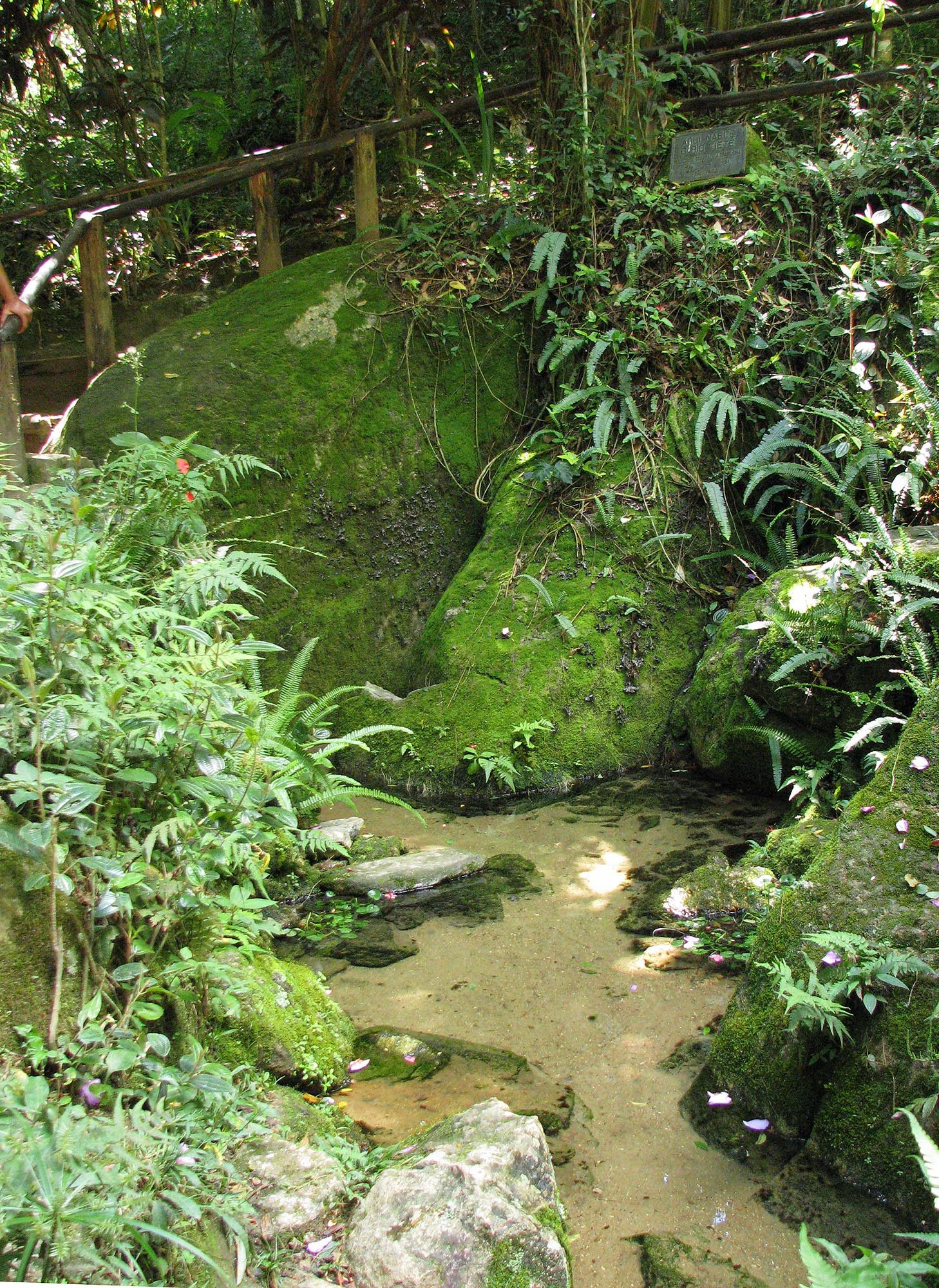
Nascente do rio Tietê, em Salesópolis. A água brota sob as pedras.

Uma nascente, cabeceira, olho-d'água, manancial, exsurgência, mina de água ou fonte é o local onde se inicia um curso de água (rio, ribeira, ribeiro, ribeirão, córrego), seja grande ou pequeno.
À água nativa ou de nascente também se dá o nome de água de pé.

## Descrição
A nascente forma-se em pontos de descarga dos aquíferos, geralmente localizados junto do nível de base geral, de aquíferos suspensos ou locais hidrogeologicamente controlados. Sob o aspecto ambiental, nascente é uma área onde há a exsudação natural de água subterrânea de forma a possibilitar a formação e a sustentabilidade de uma biocenose associada à água que disponibiliza. É comum caracterizar-se o acúmulo de água em determinadas áreas como nascente ou olho d'água: no entanto, se a água disponível procedente do subsolo não for suficiente para a manutenção do ecossistema ao qual se associa, esta área não se caracteriza como nascente.
A proveniência desta água pode ser autóctone, proveniente da precipitação que ocorre na área de recarga e se infiltra in situ, ou de forma concentrada através de sumidouro ou ponor. Por outro lado, pode ter origem em áreas exteriores ao aquífero, tendo, nesta situação, a designação de alógena. Geralmente, os aquíferos são compostos por sistemas mistos. Nascente é o começo do curso de água e o fim do curso é chamado de foz, sendo que um curso de água corre de montante para jusante. As fontes são resultantes da água da chuva que se infiltrou no solo e se acumulou no lençol freático (bacias de água embaixo do solo).